# サン＝トーヤン
サン＝トーヤン、サン＝トイアン（フランス語: Saint-Oyen [sɛ̃toiɛ̃]）は、イタリア共和国ヴァッレ・ダオスタ州にある、人口約200人の基礎自治体（コムーネ）。

## 地理

### 位置・広がり

#### 隣接コムーネ
隣接するコムーネは以下の通り。括弧内のCH-VSはスイス・ヴァレー州所属を示す。
- Bourg-Saint-Pierre (CH-VS)
- エトルーブル
- ジニョー
- サン＝レミ＝アン＝ボス

## 行政

### 分離集落
サン＝トーヤンには、以下の分離集落（フラツィオーネ）がある。
- Chavanne, Barasson, Pallais, Véyaz, Verraz, Condemine, Flassin, Prenoud